# Abyssogena southwardae
Abyssogena southwardae is een tweekleppigensoort uit de familie van de Vesicomyidae. De wetenschappelijke naam van de soort is voor het eerst geldig gepubliceerd in 2010 door Krylova, Sahling & Janssen.